# Torre Dorrego
La Torre Dorrego es un monumental edificio de departamentos que se encuentra cerca del Regimiento de Infantería 1 Patricios, en el barrio de Palermo, en la ciudad de Buenos Aires, Argentina. En el momento de su construcción, se trató del bloque de mayor volumen del país, superando al Palacio Cosmos de Mar del Plata. Por su volumen de planta semicircular, se lo ha apodado El Rulero (al igual que a la Torre Prourban).

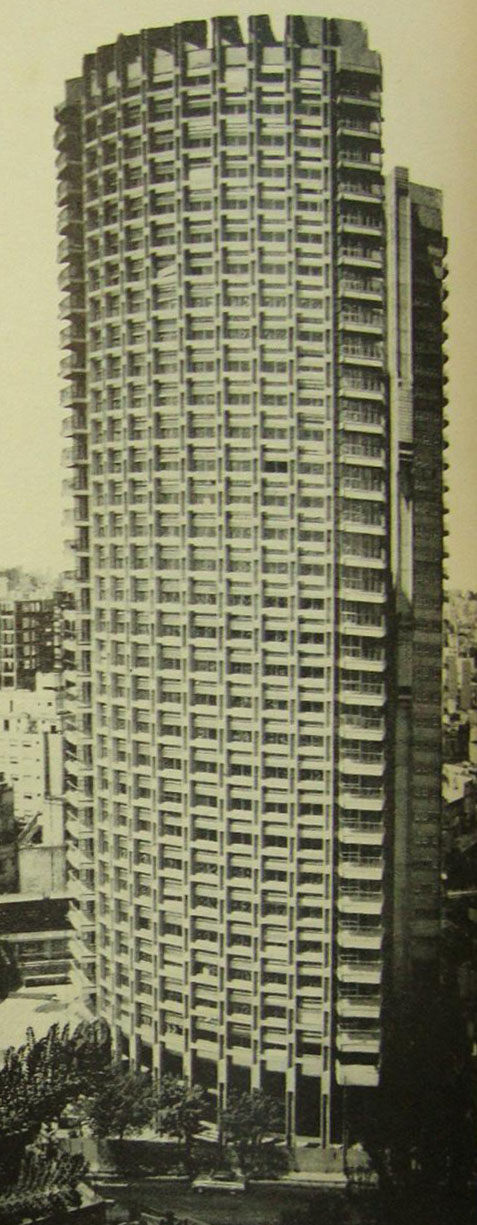
Foto de 1972

## Historia
La Cooperativa de Vivienda, Crédito y Consumo Limitada Casa Propia, Ahorro, y Bienestar (CAPAYBI) llamó a un concurso privado de proyectos para la construcción de un ambicioso proyecto destinado a alojar a sus socios, jefes y oficiales de las tres Fuerzas Armadas.
De los 13 proyectos presentados, fue elegido el de los arquitectos Luis Caffarini, Alfredo Joselevich y Alberto Ricur, que dirigieron las obras, comenzadas en 1968. El ingeniero Aníbal Petersen elaboró para el edificio un programa de ejecución por camino crítico, logrando que los trabajos se desarrollaran con la velocidad necesaria, ya que el plazo original era de 900 días para entregar los departamentos (julio de 1970). Las dos empresas que se asociaron para llevar adelante los trabajos fueron Polledo S.A.I.C. y Roberto S.J. Servente, ing. civil S.R.L., y el edificio fue terminado finalmente en 1971.

## Descripción
La Torre Dorrego consta de dos subsuelos destinados a cocheras (para 200 vehículos) y salas de máquinas, planta baja y 30 pisos altos. El piso 31.º alojó los tanques de agua, al igual que los pisos 10.º y 20.º. La planta baja fue destinada a galería comercial y a un local que alojaría a la CAPAYBI, y el resto de los pisos fueron destinados a los 240 departamentos.
El edificio consiste en un gran bloque se planta semicircular, dispuesta de tal manera que el sol recorra todos los departamentos de cada piso a lo largo del día. Considerando que la napa freática estaba a un metro de profundidad con respecto al nivel del 2.º subsuelo del edificio, se realizaron los cimientos con el sistema de pozo romano, volcando alrededor de 1500 metros cúbicos de hormigón en 45 días.
La estructura de hormigón armado de la Torre Dorrego fue calculada por el ingeniero Isaac Danón, y su ejecución fue racionalizada para poder terminar una planta (1000 m²) cada 10 días, utilizando encofrados de madera cepillada, ya que el exterior del edificio es de hormigón a la vista con elementos de cierre metálico, lo cual permite clasificarlo dentro de la corriente brutalista de la arquitectura, tanto por el material usado como por las formas que adoptan las columnas que contienen las escaleras y los módulos usados para la fachada. Gracias a la considerable altura (102 metros) que alcanzó, la planta del edificio solo ocupa el 25% del terreno, y el resto fue destinado a parque y jardines.

El proyecto debía considerar que los destinatarios del proyecto eran cooperativistas, y por lo tanto no debían existir situaciones de privilegio entre un departamento y el otro, aunque sí existieran unidades con distintas cantidades de dormitorios y ambientes.

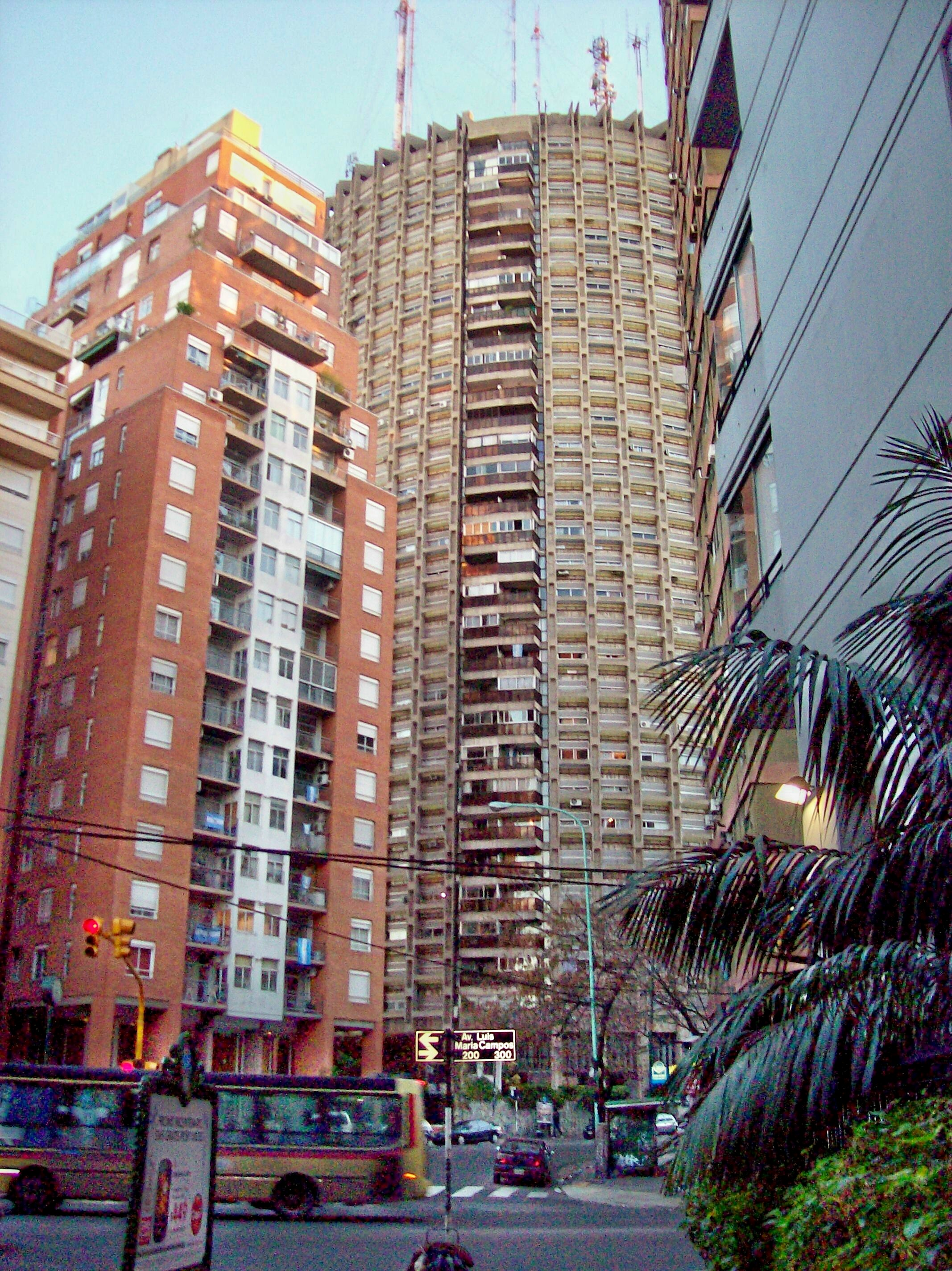
Foto de 2010

La distribución de las unidades de vivienda se realizó dividiendo a la planta del edificio en cuatro sectores, cada uno con dos ascensores y uno más, de servicio, con ocho departamentos por piso. Estos últimos fueron repartidos de la siguiente manera: 60 departamentos con tres dormitorios, escritorio, comedor, baño, toilette, office-cocina y dependencias de servicio; 60 unidades con sala de estar-comedor, tres dormitorios, baño, toilette, office-cocina y dependencias de servicio y 120 departamentos con sala de estar-comedor, dos dormitorios, baño, office-cocina y dependencias de servicio. Las viviendas fueron ubicadas sobre el lado convexo del edificio, y los locales de servicio, del lado cóncavo, buscando que los cooperativistas estuvieran en igualdad de condiciones de acceso tanto a los ascensores como a los servicios.